# Jacob Heinrich Wilhelm Lehmann
Jacob Heinrich Wilhelm Lehmann (Potsdam, 3 gennaio 1800 – Spandau, 17 luglio 1863) è stato un astronomo tedesco.
Studiò teologia e matematica a Halle, Berlino e Gottinga. Dopo aver conseguito il dottorato divenne co-rettore del Joachimsthaler Gymnasium di Berlino che lasciò nell’autunno del 1828 per ritornare agli studi teologici e diventare predicatore nei villaggi di Derwitz e Krielow nel Brandeburgo dedicandosi, nel contempo, agli studi di astronomia. Dal 1843 fu tutor privato a Berlino, Potsdam e Spandau. Sfruttando  la sua predisposizione nei confronti dei calcoli affrontò lo studio delle comete, in particolare  la cometa di Halley scrivendo su di essa una monografia, e delle eclissi solari in particolare quella del 28 luglio del 1842 e del 1851.
A Jacob Heinrich Wilhelm Lehman la UAI ha intitolato il cratere Lehmann sulla Luna.